# De troubadour
De troubadour var Nederländernas bidrag till Eurovision Song Contest 1969. Den skrevs av Lenny Kuhr och David Hartsema, medan Lenny Kuhr sjöng. Låten vann tävlingen, det året delade fyra bidrag på vinsten.
Låten är en ballad inspirerad av folksånger, och handlar om en trubadur under Medeltiden, och betydelsen som musiken har på hans publik. Låten spelades också in på engelska (som "The troubadour"), franska ("Le troubadour"), tyska ("Der troubadour"), italienska ("Un canta storie") och spanska ("El trovador"). Tävlingen hölls i Madrid, Spanien under Francisco Francos diktatur. 5 år efter tävlingen spelade Kuhr in låten igen med text på nederländska, då som "De generaal", då nederländska fotbollslandslagets tränare Rinus Michaels kallades "De Generaal" av spelarna. 

## Listplaceringar
| Lista (1969)  | Topplacering |
| ------------- | ------------ |
| Nederländerna | 18           |

### Fotnoter
1. ↑  ”Listplacering”. http://dutchcharts.nl/showitem.asp?interpret=Lenny+Kuhr&titel=De+troubadour&cat=s. Läst 4 maj 2011.